# Ryohei Suzuki
Ryohei Suzuki (鈴木 良平, 12 de juny de 1949) és un exfutbolista i entrenador japonès. Va dirigir la selecció femenina de futbol del Japó (1986-1989).